# Jeziora Antarktyki
Jeziora niezwykle rzadko występują na powierzchni kontynentu Antarktydy i okolicznych wysp. Ze względu na panujące w Antarktyce temperatury, zbiorniki ciekłej wody zazwyczaj przez cały rok pokryte są lodem (wyjątkiem są niektóre jeziora hiperhalinowe). Życie w jeziorach powierzchniowych ogranicza się do mikroorganizmów, w nielicznych występują też skorupiaki.
Badania metodami geofizycznymi ujawniły istnienie złożonego systemu jezior i sieci rzecznej, ukrytej pod powierzchnią lądolodu Antarktydy. Część jezior położona jest pod kilkukilometrowej grubości warstwą lodu. Mimo to w tych podlodowcowych jeziorach występuje życie; przypuszcza się, że żyjące tam organizmy mogły ewoluować w izolacji od świata zewnętrznego przez setki tysięcy lat.

## Jeziora powierzchniowe

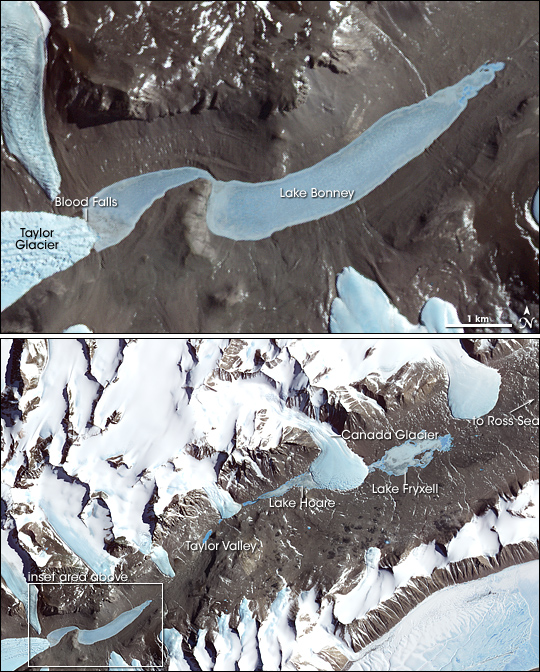
Dolina Taylora z powiększonym obrazem okolic jeziora Bonney

W oazach antarktycznych, nielicznych obszarach kontynentu, które nie są pokryte lądolodem, istnieją niewielkie jeziora utworzone przez wodę z topniejących lodowców. Część z nich jest słodkowodna, a część to jeziora słone, wśród których maleńki staw Don Juan i jezioro Vanda są jednymi z najsilniej zasolonych jezior na Ziemi.
| jezioro          | powierzchnia w km² | maksymalna głębokość w m | położenie                            |
| ---------------- | ------------------ | ------------------------ | ------------------------------------ |
| Jezioro Figurowe | 14,8               | 137                      | Oaza Bungera                         |
| Untersee         | 11,4               | 169                      | Ziemia Królowej Maud                 |
| Fryxell          | 7,8                | 20                       | McMurdo Dry Valleys, dolina Taylora  |
| Vida             | 6,8                | 5                        | McMurdo Dry Valleys, dolina Wiktorii |
| Vanda            | 5,2                | 75                       | McMurdo Dry Valleys, dolina Wrighta  |
| Bonney           | 4,3                | 40                       | McMurdo Dry Valleys, dolina Taylora  |

### Jeziora episzelfowe
Nietypowy rodzaj jezior powierzchniowych spotykanych na Antarktydzie stanowią słodkowodne jeziora episzelfowe, położone pomiędzy lodowcem szelfowym a lądem stałym. Zbiorniki te mają połączenie z oceanem, ale ich wody nie mieszają się; wypełniająca je słodka woda unosi się ponad gęstszą, słoną wodą oceaniczną. Największym z takich jezior na Antarktydzie jest Beaver Lake, położone na skraju Lodowca Szelfowego Amery’ego. Jezioro to jest ultra-oligotroficzne, jednak także tu występuje życie.

## Jeziora podlodowcowe

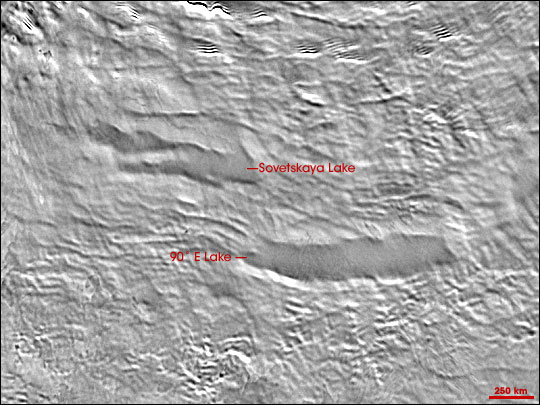
Jeziora 90°E i Sowietskaja, widoczne z satelity jako nietypowo gładkie obszary lodu

Jeszcze inną grupę jezior na kontynencie stanowi ok. 400 jezior podlodowcowych, położonych pod lądolodem Antarktydy i niemających kontaktu z powierzchnią. W 2004 roku znanych było 145 takich zbiorników, odkrytych dzięki obserwacjom radarowym lub satelitarnym. W ciągu następnych siedmiu lat liczba ta wzrosła do 387, stwierdzono także istnienie pod lodowcem sieci rzecznej łączącej część jezior; obserwacje satelitarne ukazały także niespodziewaną dynamikę tego systemu hydrologicznego, w którym jedne zbiorniki wodne napełniają się kosztem innych.
Część spośród jezior podlodowcowych Antarktydy jest pochodzenia tektonicznego i jako takie, należą one do najgłębszych jezior świata. W oparciu o pomiary anomalii grawitacyjnej, głębokość trzech spośród tych jezior jest szacowana na ponad 900 m.
| jezioro            | powierzchnia w km² | maksymalna głębokość w m | grubość pokrywy lodowej w m | położenie                                              |
| ------------------ | ------------------ | ------------------------ | --------------------------- | ------------------------------------------------------ |
| Wostok             | 15 690             | 870                      | 4000                        | pod rosyjską stacją polarną Wostok                     |
| Jezioro 90°E       | 2000               | ~900                     | 2000                        | 77°24′S 90°00′E/-77,400000 90,000000                   |
| Sowietskaja        | 1600               | ~900                     | 2000                        | pod byłą radziecką stacją polarną Sowietskaja          |
| Concordia          | ~800               | 200 – 300                | 4000 – 4100                 | w pobliżu francusko-włoskiej stacji polarnej Concordia |
| Jezioro Whillansa  | 50                 |                          | 800                         | Ziemia Marii Byrd                                      |
| Jezioro Ellswortha | 28,9               | 156                      | 3200                        | Ziemia Ellswortha                                      |

### Wiercenia

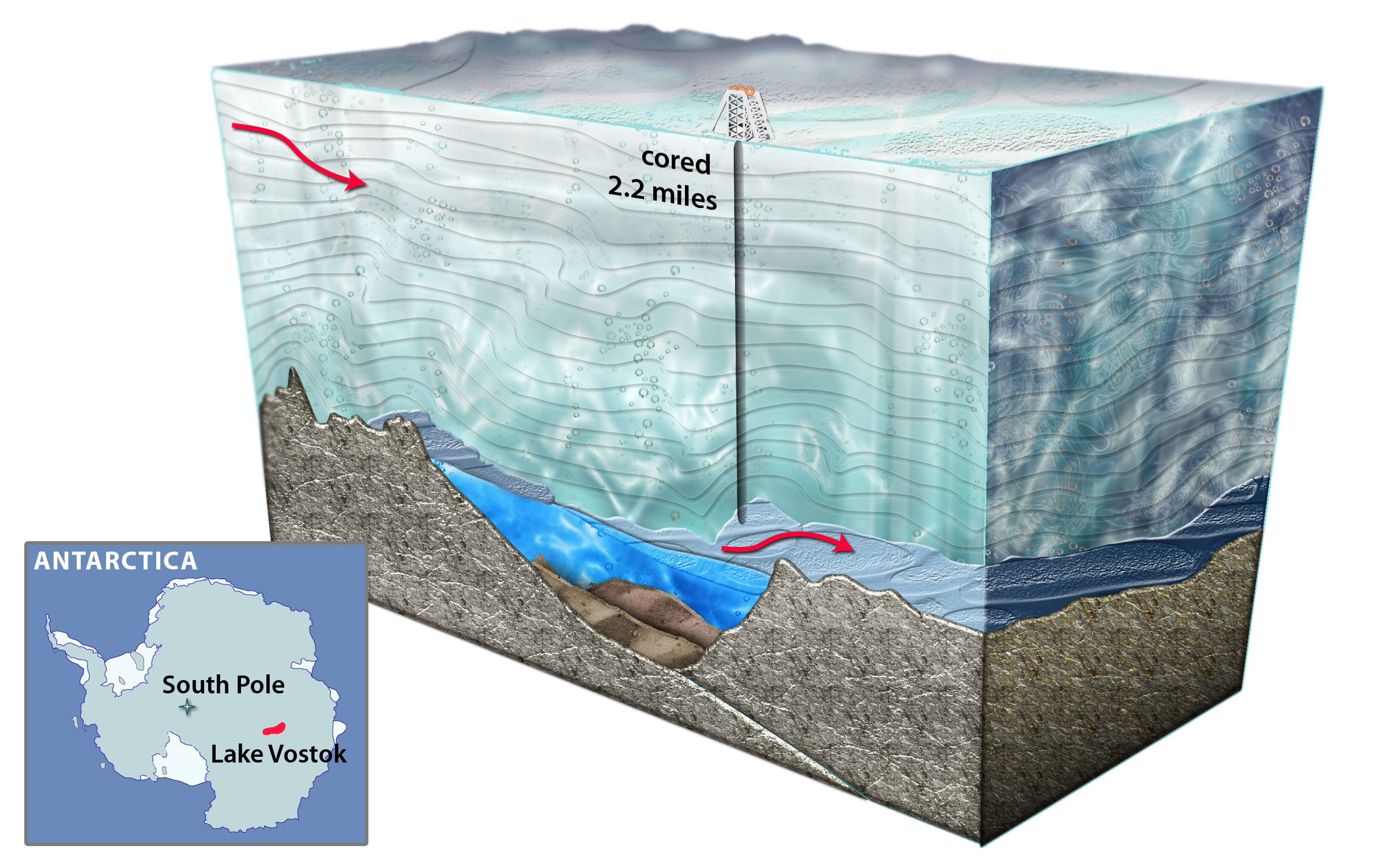
3,5-kilometrowy odwiert prowadzący do warstwy lodu przesiąkniętej wodą z jeziora Wostok (2011)

Odkrycie jezior pod lodowcami Antarktyki skłoniło środowisko naukowe do rozważań nad możliwością istnienia w nich ekosystemów odizolowanych od powierzchni przed tysiącami lat. Próba dowiercenia się do jeziora Wostok, przeprowadzona przez rosyjski zespół w antarktycznym lecie 2010/2011, zakończyła się niepowodzeniem. Wierceniom towarzyszyły obawy dotyczące skażenia środowiska wodnego naftą i freonami, a nawet możliwości wytryśnięcia wody na powierzchnię, ze względu na jej artezyjski charakter. Ostatecznie badaczom udało się przebić powierzchnię jeziora w lecie 2011/2012. Dla uniknięcia skażenia, końcowa część odwiertu została wykonana z wykorzystaniem gorącej wody. Będąca pod ciśnieniem woda z jeziora, zgodnie z przewidywaniami, wpłynęła do odwiertu i zamarzła; naukowcy pobrali z niej próbki do badań.
Pod koniec 2012 roku przeprowadzono próbę wiercenia, którego celem było pobranie próbek wody i osadów ze znacznie mniejszego Jeziora Ellswortha. Brytyjskiemu zespołowi nie udało się jednak połączyć odwiertu głównego i pomocniczego, potrzebnego dla wyrównania ciśnienia i w tym sezonie misja została odwołana. W tym samym sezonie letnim, w styczniu 2013 roku amerykański zespół badaczy pobrał próbki z Jeziora Whillansa i potwierdził występowanie w nich organizmów żywych.